# Tiburón Tigre (cómic)
Tiburón Tigre (Todd Arliss) (Inglés: Tiger Shark) es un supervillano que aparece en los cómics estadounidenses publicados por Marvel Comics. Creado por el escritor Roy Thomas y el artista John Buscema, el personaje apareció por primera vez en Prince Namor, the Sub-Mariner #5 (septiembre de 1968). Todd Arliss es un antagonista recurrente del antihéroe Namor.Sus poderes provienen tanto del ADN de Namor como del ADN de tiburón.También es conocido con el nombre en clave de Tiburón Tigre.

## Historia de publicación
El personaje aparece por primera vez en Prince Namor, the Sub-Mariner # 5 (septiembre de 1968) y fue creado por Roy Thomas y John Buscema.Apareció en la serie Ms. Marvel de 1977.Apareció en la serie Avengers de 2018.

## Biografía

### 1960
Todd Arliss es un nadador olímpico egoísta que, buscando reconocimiento público, intenta rescatar a un hombre ahogado y lastima su médula espinal cuando las olas lo empujan en un barco. Desesperado por recuperar su capacidad para nadar, Arliss voluntariamente participa en un experimento por el científico Doctor Dorcas, que "cura" su lesión en la espalda al mezclar su ADN con el del héroe Namor y un tiburón tigre. A pesar del éxito, el proceso cambió a Arliss tanto física como mentalmente, dotándolo con los dientes afilados y las branquias y haciéndole salvaje y depredador.
Convertido en un supervillano y llamándose Tiburón Tigre, el personaje encuentra y pone en peligro a Lady Dorma y por fuerza demanda ser coronado como Señor de Atlantis. Namor, sin embargo, depone Tiburón Tigre y el personaje es encarcelado en la Atlántida. Tiburón Tigre escapa de la Atlántida en una rebelión causada por el artefacto la Corona Serpiente y se encuentra con Namor, una vez más.

### 1970
Tiburón Tigre pelea contra Orka, el siervo del noble atlante Señor de Guerra Krang. La pareja causa una avalancha submarina que los entierra durante varios meses.
Una vez libre, Tiburón Tigre descubre que está perdiendo sus poderes y hace equipo con la villana Llyra en contra de Namor y sus aliados Mantarraya y el miembro de los Cuatro Fantásticos, la Antorcha Humana. Los poderes de Tiburón Tigre son restaurados por Llyra y Tiburón Tigre mata accidentalmente al padre de Namor, Leonard Mackenzie, como los villanos se retiran. Después de encontrarse con Hulk en las Cataratas del Niágara, el personaje se reúne con el Dr. Dorcas y pelea contra Namor y el héroe Spider-Man. En esta ocasión Tiburón Tigre es salvajemente golpeado por Namor y dejado por muerto. Tiburón Tigre, Dr. Dorcas y el señor de la guerra atlante Attuma se apoderan de la isla Hydrobase y otra vez pelean contra Namor, quien se alió con el Doctor Doom. Dorcas es aplastado hasta la muerte por accidente, con el Tiburón Tigre y Attuma siendo derrotados y encarcelados.
Tiburón Tigre escapa de la Hydrobase y secuestra a Namorita - prima de Namor - antes de ser recapturado por la heroína Ms. Marvel.

### 1980
Tiburón Tigre se une al equipo de supervillanos los Maestros del Mal, y lucha contra los héroes Los Vengadores. Con los Maestros del Mal, Tiburón Tigre ayuda al villano Egghead en un plan para arruinar a Henry Pym, pero es derrotado finalmente por Pym. Tiburón Tigre se une a la versión del Barón Zemo de los Maestros del Mal e invaden la Mansión de los Vengadores, escapan cuando los Vengadores retoman sus cuarteles generales. El personaje escapa con el miembro de los Maestros, Torbellino a California, donde ambos son capturados por los miembros de Los Vengadores de la Costa Oeste, Tigra y la Gata Infernal.

### 1990
Durante la Hechos de Venganza, Tiburón Tigre pelea contra el héroe mutante Wolverine; finge estar enfermo para escapar de la cárcel, y, finalmente, pelea contra Mantarraya. Tiburón Tigre cese de las hostilidades y ayuda a rescatar a su hermana, que está atrapado en un derrumbe en la cueva. Después de ser capturado para estudiar y luego rescatado por Namor, un agradecido Tiburón Tigre renuncia a la delincuencia y cambiando su nombre por el de Arlys Tigershark, se casa con una mujer de una tribu submarina de nómadas. El personaje, sin embargo, vuelve a su forma salvaje cuando su esposa embarazada y su tribu son masacrados por las criaturas submarinas salvajes llamados los Sin Rostro. Él ayuda a Namor contra Suma-Ket, el maestro de los Sin Rostro, que dirige un ataque a la Atlántida que falla cuando Suma-Ket es asesinado en la batalla. Junto con el Inhumano Tritón y los Cuatro Fantásticos, Tiburón Tigre a regañadientes ayuda a Namor contra un alien atacante y después de una batalla con Namor el clon de Llyron funciona como parte del equipo de Los Seis Profundos y pelea contra los Vengadores.
En la siguiente aparición de Tiburón Tigre en el título Thunderbolts, el personaje inexplicablemente ha mutado en un ser parecido a un tiburón, completo con piel gris y una aleta natural parecido a un adorno del traje. Tiburón Tigre se une a la versión de Justine Hammer de los Maestros del Mal y tiene varias escaramuzas con los superhéroes disidentes, Thunderbolts.

### 2000
Tiburón Tigre - una vez más en forma humana - se une a la villanezca versión de los Seis Profundos (que consiste en Nagala, Orka, Piranha y Sea Urchin) para conquistar Atlantis, inicialmente exitosos los villanos son derrotados, con Tiburón Tigre rápidamente derrotado por el héroe cósmico Silver Surfer.
El personaje aparece después - de nuevo en forma mutada - en el título She-Hulk, y es encarcelado en la prisión llamada la Casa Grande, donde los reclusos se mantienen en tamaño miniatura. Escapando con otros reclusos en tamaño microscópico al montar en la parte posterior de la mano de la heroína She-Hulk, Tiburón Tigre y los otros villanos aparecen y atacan cuando se visita un firma de abogados. Tiburón Tigre es derrotado cuando She-Hulk lanza al villano Electro en el agua en la que él estaba, electrocutando a Tiburón Tigre y haciendo cortocircuito con Electro. Tiburón Tigre aparece (en forma humana) durante el escape en masa de supervillanos en las instalaciones de la cárcel de La Balsa y es capturado, junto con su compañero villano Armadillo, por el grupo los Nuevos Guerreros. El personaje es visto brevemente como un empleado del penal, el Búho en la serie limitada Inframundo.
En la serie limitada Fallen Son: The Death of Captain America, Tiburón Tigre roba un artefacto llamado "Cuerno de Gabriel", y lo utiliza para llamar a monstruos enormes del mar y dirigirlos contra el mundo de la superficie. Él es, sin embargo, derrotado por los Poderosos Vengadores. Tiburón Tigre también cuenta como parte de un enclave supervillano siendo solicitado por el nuevo jefe del crimen Capucha, que espera sacar provecho de la separación en la comunidad de superhéroes causada por la Ley de Registro Sobrehumana.
Al Kraven, el hijo de Kraven el cazador, enemigo de Spider-Man, brevemente captura a Tiburón Tigre cuando recogen a los sobrehumanos con temas de animales. Tiburón Tigre intenta extrosionar dinero de Norman Osborn, el líder de una versión renovada de los Thunderbolts, pero es derrotado en la sumisión por Venom y obligado a trabajar en secreto para Osborn.
Durante la historia de Secret Invasion, Ms. Marvel salva a Tiburón Tigre de ser asesinado por un alien Super Skrull en La Balsa. Tiburón Tigre también tiene una escaramuza con el personaje mercenario Deadpool bajo la dirección de Osborn. El Anciano del Universo, el Gran Maestro también recluta al personaje para ser parte de un equipo llamado Los Ofensores en un intento por frustrar a Hulk.
Tiburón Tigre se une a una nueva versión de la Legión Letal - liderada por el Segador - en una serie limitada de tres números que se vincula con la historia de Dark Reign.
Durante la historia de "Fear Itself" de 2011, Liz Allan y Normie se encuentran con dos hombres, uno de los cuales fue herido por Tiburón Tigre durante su robo a un banco. Tiburón Tigre luego se une a Attuma (en la forma de Nerkodd: Destructor de Olas), Tyrak y Aradnea, la hermana de Attuma, en la toma de Nueva Atlántida. Mientras Namor y sus aliados luchan contra las fuerzas de Nerkodd y los No Muertos, Loa es atacado por lo que parece ser un tiburón tigre de dos cabezas.
Durante la historia de "Avengers: Standoff!" de 2016, Tiburón Tigre era un preso de Pleasant Hill, una comunidad cerrada establecida por S.H.I.E.L.D.
Tiburón Tigre atacó un crucero en el que se encontraban Mantarraya y Diane Newell. Mantarraya lucha contra el tiburón tigre que continúa bajo el agua. Namor rompe la lucha y exige su lealtad. Después de que Mantarraya es atacado por tiburones de guerra convocado por Namor cuando trataba de razonar con él, Tiburón Tigre aceptó a regañadientes la oferta de Namor y se convirtió en miembro de su Defensores de lo Profundo.

## Poderes y habilidades
Antes de obtener sus poderes, Todd Arliss era un nadador olímpico que rompe-récords pero por lo demás un ser humano ordinario. Después del proceso de ingeniería genética experimental del Dr. Dorcas, se convierte en un humanoide anfibio con los rasgos de un ser humano, un Atlante y un tiburón tigre. Como Tiburón Tigre, que posee la misma fuerza sobrehumana, resistencia, velocidad del agua y la durabilidad que Namor, aunque debe estar sumergido en agua para lograr su plena capacidad, en la tierra, él debe llevar su traje especial que contiene un sistema de circulación de agua que lo baña con una capa delgada de agua, para conservar su fuerza. Tiburón Tigre también posee un instinto cazador innato heredado de los genes de sus genes de tiburón, ya que una vez que se bloquea en la presa no puede detener el seguimiento hasta que ha sido capturado o que ha sido rechazado por la fuerza. Él tiene la capacidad de sobrevivir bajo el agua indefinidamente, y tiene las agallas en las mejillas y los dientes afilados de adamantium. Tiburón Tigre obtuvo la tenue habilidad de cambiar entre una forma más monstruosa de tiburón y su estado humanoide, ya sea que le fue otorgado por el gremio de ladrones o algo en lo que creció durante su carrera criminal. Esto incrementó enormemente sus habilidades físicas debido al exceso de masa muscular y muscular, e incluso obtuvo un factor de curación lo suficientemente poderoso como para regenerar el tejido cerebral dañado con el tiempo. Durante el evento Fear Itself, Todd fue mutado temporalmente a través del misticismo en una monstruosidad de dos cabezas a través del oficio de los No Muertos.

## Otras versiones
- En la línea temporal alternativa de la historia de "Era de Apocalipsis" de 1995–96, Tiger Shark es una de las creaciones secretas de Dark Beast, creada en su laboratorio en Yucatán y mantenida alejada de Mr. Siniestro y Apocalipsis. Los exiliados se encuentran con él en el laboratorio de Dark Beast mientras buscan las notas de laboratorio para el cristal M'Kraan.[51]
- En el universo de Ultimate Marvel, Tiburón Tigre es más bestial que la versión principal de Marvel. Durante la historia de " Ultimatum " de 2009, The Thing, Mujer Invisible y el Dr. Arthur Molekevic se enfrentan al Doctor Dorcas junto a Namora y Tiburón Tigre en Atlantis y lo derrotan.[52]
- En la realidad alternativa de la miniserie Marvel Apes 2008, Tiburón Tigre es un gorila llamado Tigorilla.[53]
- En una historia de 2014 en The Amazing Spider-Man, luego de la derrota de Spider-Man del Rey Duende, se reveló que Roderick Kingsley vendió uno de los trajes viejos de Tiburón Tigre a un criminal anónimo como se vio cuando él y los otros ex secuaces de Hobgoblin se encuentran con Electro en El bar sin nombre.[54] Durante la historia de "AXIS" de 2014, Tiburón Tigre estuvo entre los supervillanos que Missile Mate se reunió para unirse al lado de Phil Urich (que estaba operando como el Rey Duende) y los remanentes de la Nación Duende al afirmar que Roderick Kingsley "abandonó" ellos.[55]

## En otros medios

### Televisión
- Tiburón Tigre aparece en The Avengers: United They Stand episodio "Comando Decisión" con la voz de Carlos Diaz. Es visto como un miembro de los Maestros del Mal del Barón Zemo.
- Tiburón Tigre aparece en Marvel Disk Wars: The Avengers, con la voz de Tarusuke Shingake en la versión japonesa.[56]
- Tiburón Tigre aparece en el episodio de dos partes de Avengers: Black Panther's Quest "Shadow of Atlantis", con la voz de Matthew Mercer.[57] Esta versión es un exgeneral de Attuma que se rebeló contra Atlantis en protesta por el tratado entre su tierra natal y el mundo de la superficie. En secreto, es miembro del misterioso Consejo de la Sombra, que busca conquistar Atlantis, Wakanda y el mundo.

### Videojuegos
- Tiburón Tigre aparece como un villano en el videojuego Marvel: Ultimate Alliance con la voz de Beau Weaver.[56] Él ayuda a Attuma, Byrrah, y Señor de Guerra Krang para invadir Atlantis e instalar Emitores Sónicos para controlar a los atlantes y ayudarlos a derrocar a Namor. Cuando los héroes enfrentan a Attuma y Tiburón Tigre, ellos los combaten y se las arreglan para vencerlos. Cuando los héroes le preguntan a Attuma quién le dio los Emitores Sónicos, Tiburón Tigre declara que obtuvieron los Emitores Sónicos del Doctor Doom.

### Juguetes
- En 2015, Marvel Legends lanzó Tiburón Tigre en la ola Infinite Series Ant-Man.